# Stanisław Oślizło
Stanisław Oślizło (Koszalin, 13 novembre 1937) è un allenatore di calcio ed ex calciatore polacco, di ruolo difensore.

## Carriera
È stato uno dei protagonisti del grande ciclo vincente del Górnik Zabrze negli anni '60, culminato nella finale di Coppa delle Coppe 1969-1970 persa contro il Manchester City nella quale Oślizło guidò la sua siadra con la fascia di capitano al braccio.

## Palmarès

### Club
- Campionato polacco: 8

1961, 1962-1963, 1963-1964, 1964-1965, 1965-1966, 1966-1967, 1970-1971, 1971-1972
- Coppa di Polonia: 6

1964-1965, 1967-1968, 1968-1969, 1969-1970, 1970-1971, 1971-1972